# Cernișoara Florese
Cernișoara Florese – wieś w Rumunii, w okręgu Hunedoara, w gminie Bunila. W 2011 roku liczyła 115 mieszkańców.